# جامع وتكية السيد محمد نجيب الجباري
جامع وتكية السيد محمد نجيب الجباري، ويقع في مدينة كركوك في العراق، ويعتبر من مساجد العراق التراثية القديمة، وشيد على قمة قلعة كركوك عام 1191 هـ/1777م في محلة الحلوجية، في السوق الكبير.
ويحوي الجامع مرقد الشيخ محمد نجيب المتوفي عام 1340 هـ/1922م، ويتكون حرم الجامع من أربعة أقواس، ومنبر وقبة من الطراز القديم، وفيهِ غرفة للإمام والخطيب، وتعرض معظم بناء المسجد للهدم والخراب.